# 348 pr. n. št.
Stoletja: 5. stoletje pr. n. št. - 4. stoletje pr. n. št. - 3. stoletje pr. n. št.
Desetletja: 390. pr. n. št. 380. pr. n. št. 370. pr. n. št. 360. pr. n. št. 350. pr. n. št. - 340. pr. n. št. - 330. pr. n. št. 320. pr. n. št. 310. pr. n. št. 300. pr. n. št. 290. pr. n. št.
Leta: 353 pr. n. št. 352 pr. n. št. 351 pr. n. št. 350 pr. n. št. 349 pr. n. št.  - 348 pr. n. št. - 347 pr. n. št. 346 pr. n. št. 345 pr. n. št. 344 pr. n. št. 343 pr. n. št.

## Dogodki
- konec olintske vojne